# Bob Straetman
Bob Straetman (sinh 29 tháng 12 năm 1997) là một cầu thủ bóng đá Bỉ thi đấu cho Lokeren.